# 郑永昌
郑永昌（1855年—不详），近代日本外交官，曾任日本驻天津领事。其先祖是明朝遗臣，后归化日本，世代为唐通事即汉语翻译官。
郑永昌任日本驻天津二等领事、一等领事在任期间，他在处理天津日租界事务和中日外交关系方面发挥了重要作用，尤其以1901年1月5日单方面公布天津日租界扩张范围而引起争议。
1896年3月2日，日本外务省任命郑永昌为二等领事，派驻天津。1897年，升任一等领事。1898年9月21日，日本驻天津领事郑永昌与津海关道李珉琛又在天津签订了《天津日本租界续立条款》，并附有《续立文凭》，对租界和预备租界内的道路建设、税关、地价和房价，以及警察和治安等作出了相应的规定:194-195